# 프란체스코 단젤로

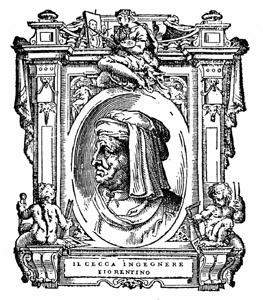
조르조 바사리의 《미술가 열전》에 그려진 프란체스코 단젤로의 초상화

프란체스코 단젤로(이탈리아어: Francesco d'Angelo, 1446년~1488년)는 일 체카(Il Cecca)라는 이름으로도 알려진 이탈리아 피렌체의 조각가이자 기술자이다. 그는 종교 행렬에 사용되는 기계 장치 조각품, 연극 무대 장치, 군사 장비 등으로 잘 알려져 있다. 그는 1488년 마흔이 되던 해에 피렌체 군을 돕기 위해 전투 중 자신의 발명품을 시험하다가 석궁 화살에 맞아 전사하였으며, 피렌체의 산 피에르 스케라조 교회(후에 우피치 미술관에 통합됨)에 매장되었다.